# Плуэ
Плуэ (фр. Plouay, [pluɛ]) — коммуна на северо-западе Франции, находится в регионе Бретань, департамент Морбиан, округ Лорьян, кантон Гидель. Расположена в 25 км к северу от Лорьяна, в 15 км от национальной автомагистрали N165.
Население (2019) — 5 792 человек.

## Достопримечательности
- Шато Манеуарн XVIII века
- Шато Кердрео
- Шато Керсили
- Приходская церковь Святого Уэна

## Экономика
Структура занятости населения:
- сельское хозяйство — 3,3 %
- промышленность — 18,0 %
- строительство — 12,8 %
- торговля, транспорт и сфера услуг — 35,1 %
- государственные и муниципальные службы — 30,8 %

Уровень безработицы (2018) — 12,2 % (Франция в целом —  13,4 %, департамент Морбиан — 12,1 %). 

Среднегодовой доход на 1 человека, евро (2018) — 21 280 (Франция в целом — 21 730, департамент Морбиан — 21 830).

## Демография
Динамика численности населения, чел.

## Администрация
Пост мэра Плуэ с 2017 года занимает Гвен Ле Не (Gwenn Le Nay). На муниципальных выборах 2020 года возглавляемый им центристский список был единственным.
| Период | Период | Фамилия        | Партия                                                                                 | Примечания                                       |
| ------ | ------ | -------------- | -------------------------------------------------------------------------------------- | ------------------------------------------------ |
| 1959   | 1989   | Ив Ле Кабеллек | Союз за французскую демократию Центр социал-демократов                                 | шляпник, депутат Национального собрания          |
| 1989   | 2017   | Жак Ле Не      | Союз за французскую демократию Союз за народное движение Союз демократов и независимых | садовод, сенатор, депутат Национального собрания |
| 2017   |        | Гвен Ле Не     | Союз демократов и независимых                                                          | помощник депутата, член Совета департамента      |

## Города-побратимы
- Першор, Великобритания

## Спорт
В Плуа ежегодно в середине августа проводится однодневная шоссейная велогонка Бретань Классик, до 2015 года называвшаяся Гран-при Плуэ. В 2000 году на дорогах города прошёл Чемпионат мира по шоссейному велоспорту.

## Галерея

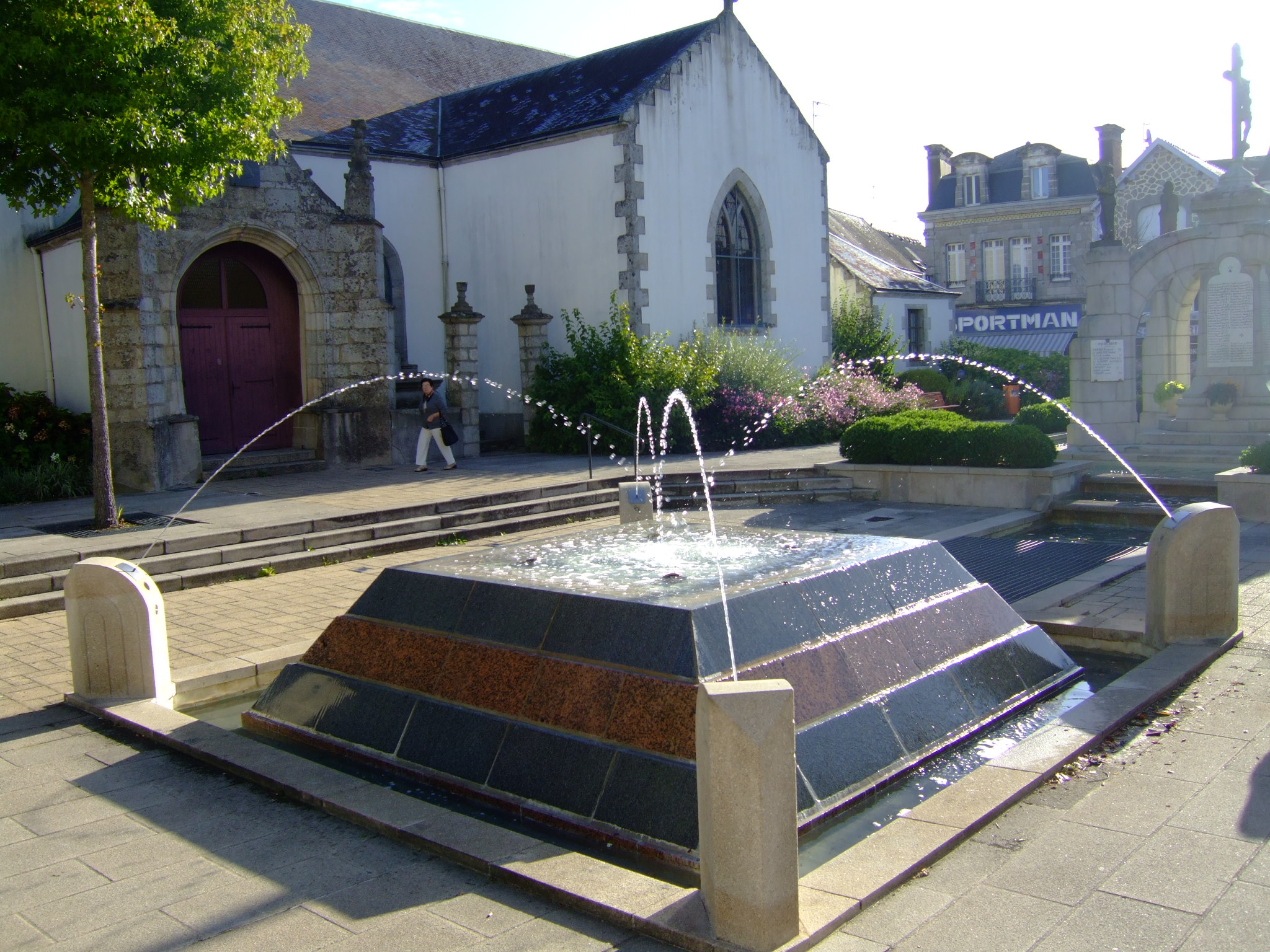
Площадь в центре коммуны
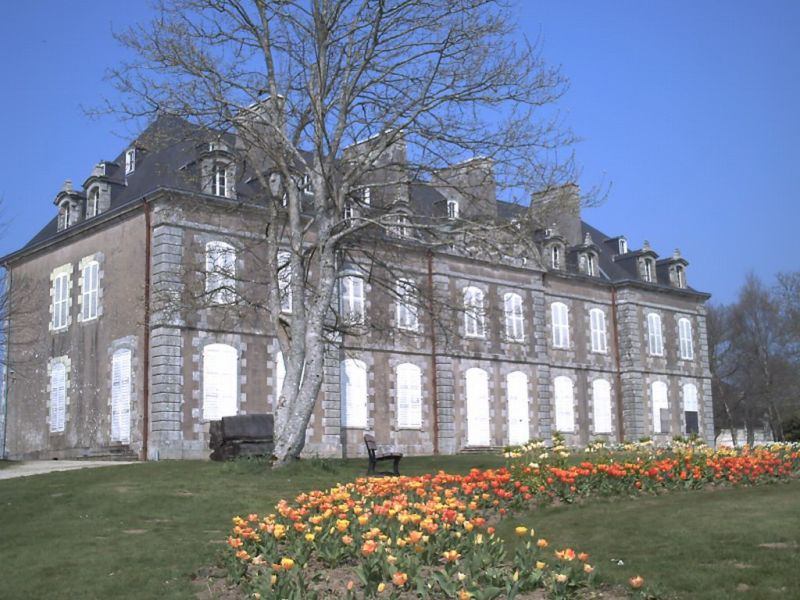
Шато Maнеуарн